# Галеєвська мечеть
Галеєвська мечеть (тат. Гали́ев мәчете́; П'ята соборна, Муси бая, Сінного базару, П'ята соборна мечеть) — мечеть в Казані, пам'ятник татарської культової архітектури. Побудована в 1798-1801 рр. на кошти купця Муси Мамяшева у формі раннього класицизму кінця XVIII століття. Знаходиться на вулиці Габдулли Тукая, в північній частині Старо-Татарської слободи, недалеко від колишнього Сінного базару. Двоповерхова двозальна мечеть-джамі з восьмигранним триярусним мінаретом в центрі даху.

## Історія мечеті
У 1882 і 1897 рр. розширена з південної і північної сторін на кошти купців І. С. Уразаєва, М. І. Галеєва та І. Г. Іманкулова і оформлена в стилі пізнього класицизму.
Останнім муллою 5-ї соборної мечеті з фамілії Сагітових був Мухаметюсуф Сагітов. Потім йому в помічники парафіяни мечеті обрали сина багатющого купця махалли М. І. Галеєва — видатного вченого і педагога-реформатора Галімзяна Баруді, який згодом і став імамом. Саме Баруді створив в приході найбільше новометодне медресе «Мухаммадія», а махалля Галеевської мечеті перетворилася в центр суспільно-політичного життя татар Казані.
Багато років мечеть виховувала духовно-просвітницьку еліту татарського народу, саме в ній читали свої молитви — намази Шигабутдін Марджані, Габдулла Тукай, Каюм Насирі, Галімджан Баруд, Галіаскар Камал, Накі Ісанбет і багато інших просвітителів татарського народу.
За радянських часів мечеть зазнала безліч випробувань, так в 30-і роки був розібраний мінарет мечеті. Постановою Ради Міністрів Татарської АРСР № 601 від 23.01.1981 було визнано пам'яткою архітектури. Аж до 1992 року в будівлі розташовувався готель, будинок колгоспника і різні комунальні служби. З 1998 року в її стінах розміщувався Російський ісламський університет, потім жіночий гуртожиток медресе Мухаммадія.

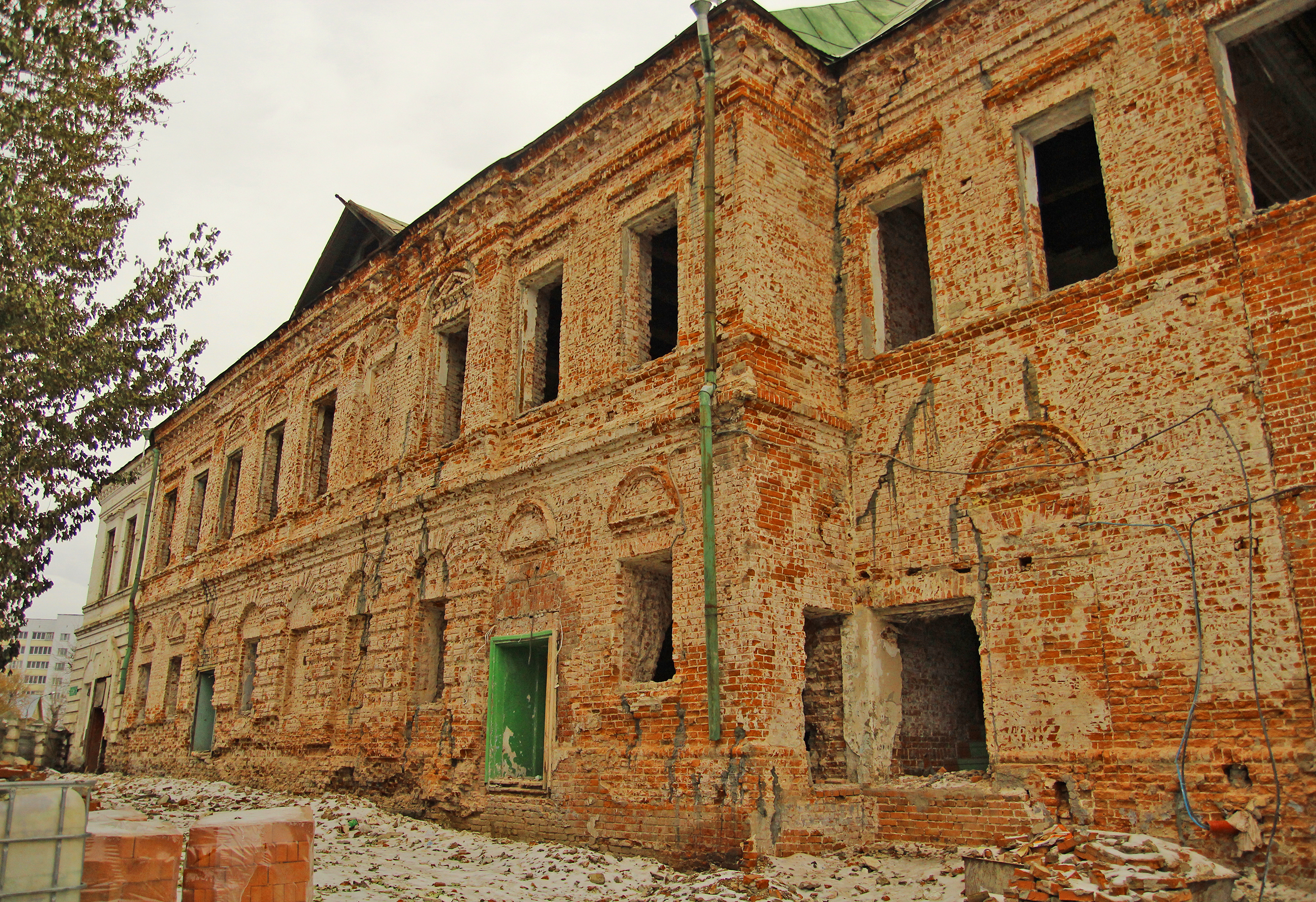
Мечеть під час реконструкції 2014—2015 рр.

22 грудня 2015 роки після реставрації відбулося урочисте відкриття Галеевської мечеті. У заході взяв участь Президент Республіки Татарстан Рустам Мінніханов. В урочистостях також взяли участь муфтій Татарстану Каміль хазрат Самігуллін, всі заступники голови ДУМ РТ, імами Казані і районів Республіки Татарстану.